# 赫斯提亞議事堂
赫斯提亞議事堂（Curia Hostilia）是羅馬共和國時期元老院最早的議事堂。這一場所自古就是古羅馬市民的集會場所。赫斯提亞元老院有三個房間，市民可以進入旁聽。西元前80年時，由於元老院人數增加，赫斯提亞元老院的建築不敷使用，赫斯提亞元老院因此被拆除，修建了新的元老院建築。

## 外部連結
- Digital Roman Forum （页面存档备份，存于） UCLA
  - Curia Iulia （页面存档备份，存于） Digital Roman Forum, UCLA
- Livius.org: Curia Julia （页面存档备份，存于）